# Pramana
Pramana is de kentheorie van de Indische filosofie. Letterlijk wordt het wel vertaald als bewijs of kennismiddel.
Er zijn verschillende manieren om kennis te vergaren, waarbij zes pramana's domineren. Dit zijn pratyaksa (waarneming), anumana (gevolgtrekking), upamana (vergelijking en analogie), arthapatti (afleiding uit omstandigheden), anupalabdhi (afwezigheid van waarneming/ negatief bewijs) en shabda (getuigenis van expert).
Over welke pramana werkelijk bijdraagt aan kennis verschillen de diverse scholen en ook daarbinnen zijn er afwijkende opvattingen. Daarnaast wordt in diverse scholen een onderscheid gemaakt tussen een hogere absolute waarheid en een lagere praktische waarheid, waarbij veelal wordt gesteld dat de eerste niet te kennen is via pramana; dit is meestal slechts mogelijk via openbaring.
| Pramana                                                 | Nyaya | Vaisheshika | Samkhya | Yoga | Mimamsa | Vedanta | Charvaka | Boeddhisme | Jaïnisme |
| ------------------------------------------------------- | ----- | ----------- | ------- | ---- | ------- | ------- | -------- | ---------- | -------- |
| Waarneming Pratyaksa                                    | X     | X           | X       | X    | X       | X       | X        | X          | X        |
| Gevolgtrekking Anumana                                  | X     | X           | X       | X    | X       | X       |          | X          | X        |
| Vergelijking en analogie Upamana                        | X     |             |         |      | X       | X       |          |            |          |
| Afleiding uit omstandigheden Arthapatti                 |       |             |         |      | X       | X       |          |            |          |
| Afwezigheid van waarneming/ negatief bewijs Anupalabdhi |       |             |         |      | X       | X       |          |            |          |
| Getuigenis van expert Shabda                            | X     |             | X       | X    | X       | X       |          |            | X        |